# ヤギ・ダリル・タキゾウ
ヤギ・ダリル・タキゾウ（YAGI Darryl Takizo。1943年 - ）はアメリカ合衆国カリフォルニア出身のアメリカ人心理学者でスクールカウンセラー。兵庫教育大学大学院学校教育研究科特任教授。

## 略歴
1965年7月、カリフォルニア大学バークレー校卒業。1968年5月、カリフォルニア州立大学チコ校でカウンセリング心理学修士。1976年6月、ソノマ州立大学で教育学修士(特殊教育)。カリフォルニア州の各学区や中学・高校で長年、スクールカウンセラーとして現場に赴いた。2007年から現職。

## 著書
- スクールカウンセリング入門―アメリカの現場に学ぶ(1998年、勁草書房 ISBN 978-4326298594 )